# Kaplička na Brantlově dvoře
Kaplička na Brantlově dvoře se nalézá v lokalitě nazývané Brantlův dvůr vzdálené asi 0,6 km západně od centra města Vimperk. Kaple byla zasvěcena Panně Marii Pomocné.

## Historie
Kaple byla postavena pravděpodobně počátkem 19. století tehdejšími německými majiteli Brantlova dvora - rodinou Eiterových. Po skončení II. světové války byli němečtí majitelé dvora odsunuti, dvůr získali čeští majitelé, kteří nechali kapli zpustnout. V létě 2016 soukromý majitel daroval kapli městu Vimperk. Dne 9.10.2017 zastupitelstvo města Vimperk rozhodlo o přípravě celkové obnovy kaple. Myšlenky obnovy kaple se ujal spolek "Vimpersko", který se s městem Vimperk dohodl, že si kapli od města dlouhodobě pronajme, zajistí její opravu a po ní zase kapli městu vrátí. Rada města Vimperk schválila dne 19.2.2018 pronájem kaple spolku "Vimpersko" na pět let.